# Donald J. Bruggink
Donald J. Bruggink (* 30. Juni 1929 in Kalamazoo) ist ein US-amerikanischer reformierter Theologe.

## Leben
Er erwarb den BA am Central College 1951, den BD am Western Theological Seminary 1954 und den Ph.D. am New College der University of Edinburgh 1956. Von 1966 bis zu seiner Emeritierung im Jahr 1999 lehrte er als James A. H. Cornell Professor für Historische Theologie am Western Seminary.

## Schriften (Auswahl)
- The theology of Thomas Boston, 1676–1732. 1956, OCLC 8941611.
- Guilt, grace and gratitude. A commentary on the Heidelberg Catechism Commemorating its 400th anniversary. New York 1963, OCLC 602747259.
- mit Carl H. Droppers: Christ and architecture building Presbyterian/Reformed churches. Grand Rapids 1965, OCLC 563500363.
- mit Carl H. Droppers: When faith takes form. Contemporary churches of architectural integrity in America. Grand Rapids 1971, OCLC 162951.